# Massonia
Massonia (Massonia Thunb. ex Houtt.) – rodzaj roślin z rodziny szparagowatych. Obejmuje 31 gatunków występujących w Południowej Afryce, Lesotho i Namibii.

## Morfologia

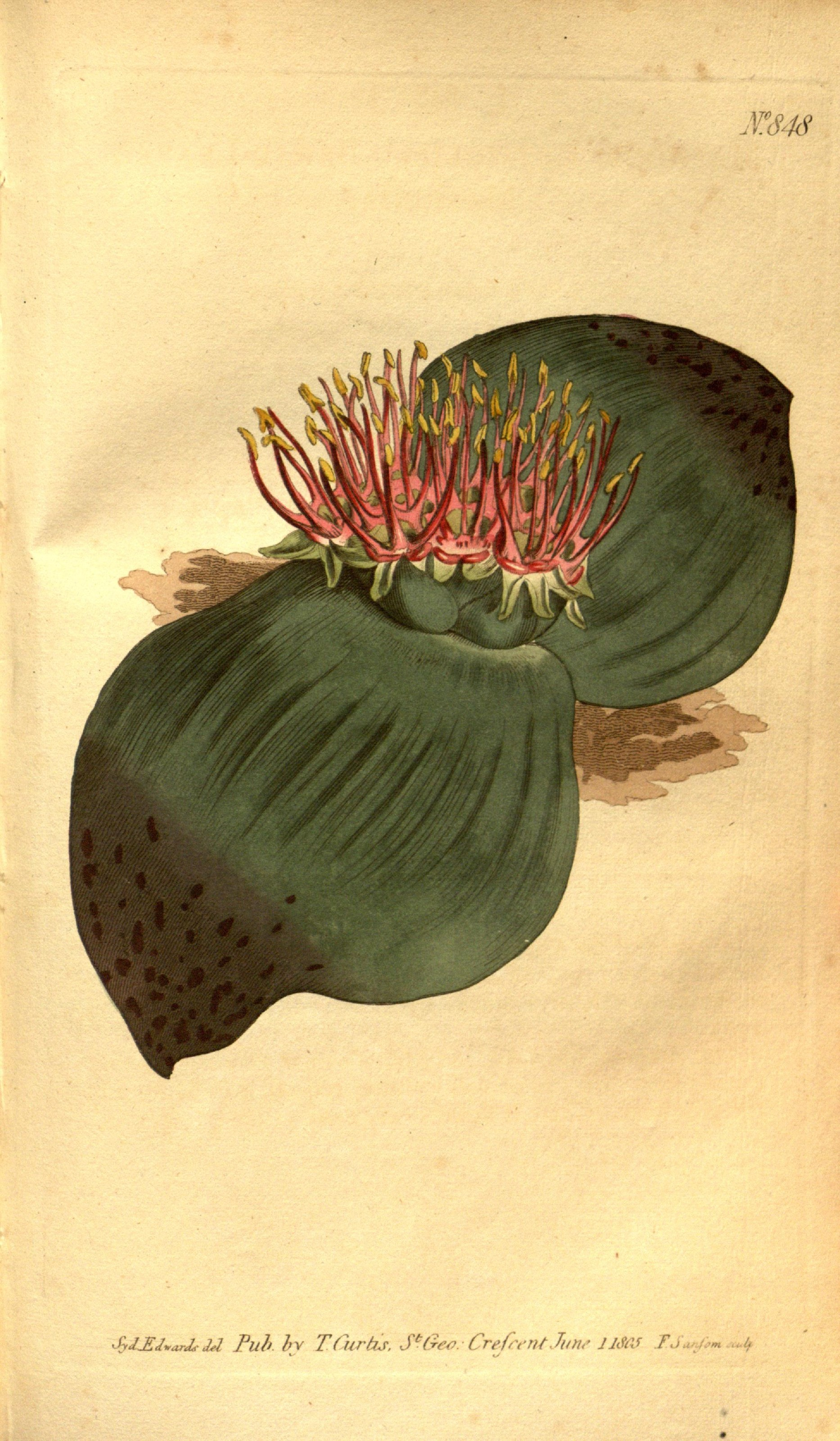
Massonia depressa

PokrójWieloletnie, rośliny zielne.
PędPodziemna, kulistawa cebula pokryta brązową i papierzastą lub cienką skórzastą okrywą, często lekko pręgowaną w górnej części.
LiścieRośliny tworzą razem z kwiatami dwa naprzeciwległe liście, rozesłane lub rozłożyste, podługowate do półkolistych, obejmujące pęd kwiatostanowy u nasady, nagie albo krostkowato-owłosione lub szczeciniaste, nieco gruboszowate lub skórzaste, jednolicie zielone albo fioletowo nakrapiane lub pręgowane.
KwiatyZebrane w grono, bądź cylindryczne, kłosokształtne i wyrastające znacznie ponad ulistnienie, bądź skupione, baldachogroniaste lub główkowate i pozostające na poziomie gruntu. W kwiatostanach kłosokształtnych obecne są lancetowate do poprzecznie jajowatych, błoniaste lub niemal gruboszowate, gładkie lub brodawkowate i orzęsione na brzegach przysadki, które często skupione są wierzchołkowo na kwiatostanie tworząc pióropusz. W kwiatostanach główkowatych dolne przysadki tworzą nibyokrywę. Szypułki kwiatowe niemal wzniesione, wydłużają się w czasie owocowania, u niektórych gatunków bardzo krótkie. Kwiaty w kwiatostanie rozpostarte lub niemal wzniesione. Okwiat zielonkawy, biały, kremowy, żółtawy lub różowy, dzwonkowaty do rurkowatego. Listki okwiatu równowąskie do jajowatych, ostre, zrośnięte w rurkę, rozpostarte lub odgięte łukowato do zewnątrz, u nasady niekiedy ostro wgięte łukowato do wewnątrz, tworząc poprzeczną esowatą fałdę. Pręciki niemal wzniesione do wzniesionych. Nitki osadzone u gardzieli rurki okwiatu, zespolone u nasady w płytką miseczkę, szydłowate do nitkowatych. Pylniki obrotne. Zalążnia jajowata lub odwrotnie trójgraniasta, wierzchołkowo zwężona w szyjkę słupka albo stożkowata i łagodnie przechodząca w szyjkę słupka. Zalążki liczne w każdej komorze. Szyjka słupka okrągła na przekroju, twarda, wzniesiona lub nieco pochylona, zakończona pędzelkowatym znamieniem.
OwocePapierzasta, nabrzmiała, odwrotnie trójgraniasta i trójklapowana lub trójskrzydlona torebka, zawierająca liczne, kulistawe, matowo czarne, gładkie lub pomarszczone nasiona.

## Biologia

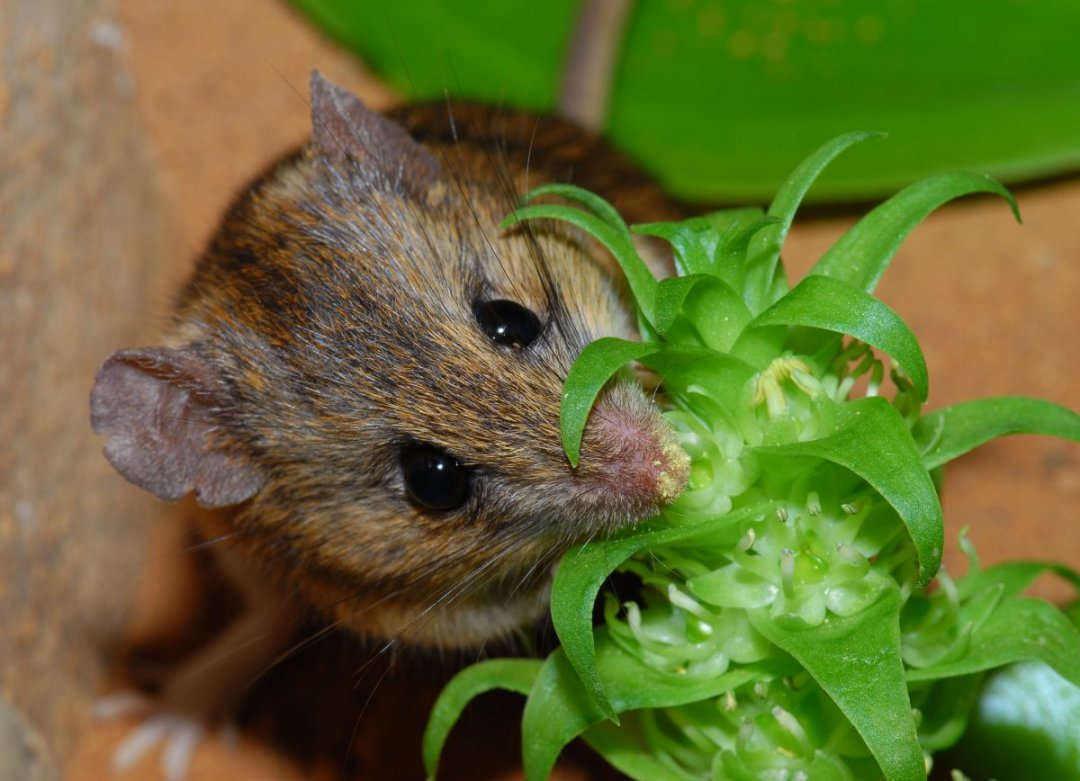
Afrosawannik namibijski żerujący na nektarze Massonia bifolia

RozwójGeofity cebulowe, przechodzące okres spoczynku. Rośliny z gatunku Massonia depressa o kwiatach wyrastających na poziomie gruntu tworzą bardzo lepki, galaretowaty nektar (400 razy bardziej lepki niż równoważny roztwór cukru), który przyciąga gryzonie (w tym sawanniki, kolcomysze i myszoskocznika malutkiego), będące zapylaczami tych roślin. Podobny rodzaj zapylania zaobserwowano u M. echinata, której kwiaty zapyla ryjoskoczek przylądkowy.
SiedliskoRozpowszechniona na półsuchych lub subalpejskich obszarach południowej Afryki, głównie w zakresie zimowych opadów deszczu.
Cechy fitochemiczneW cebulach roślin z gatunków M. bifolia i M. pustulata obecne są izoflawonoidy (pochodne kromanonu i kromonu) oraz spirocykliczne triterpeny (eukosterol), wykazujące aktywność antyangiogenną wobec ludzkich komórek śródbłonka mikronaczyniowego siatkówki.
GenetykaLiczba chromosomów 2n = 18, 22, 26?, 40.

## Systematyka

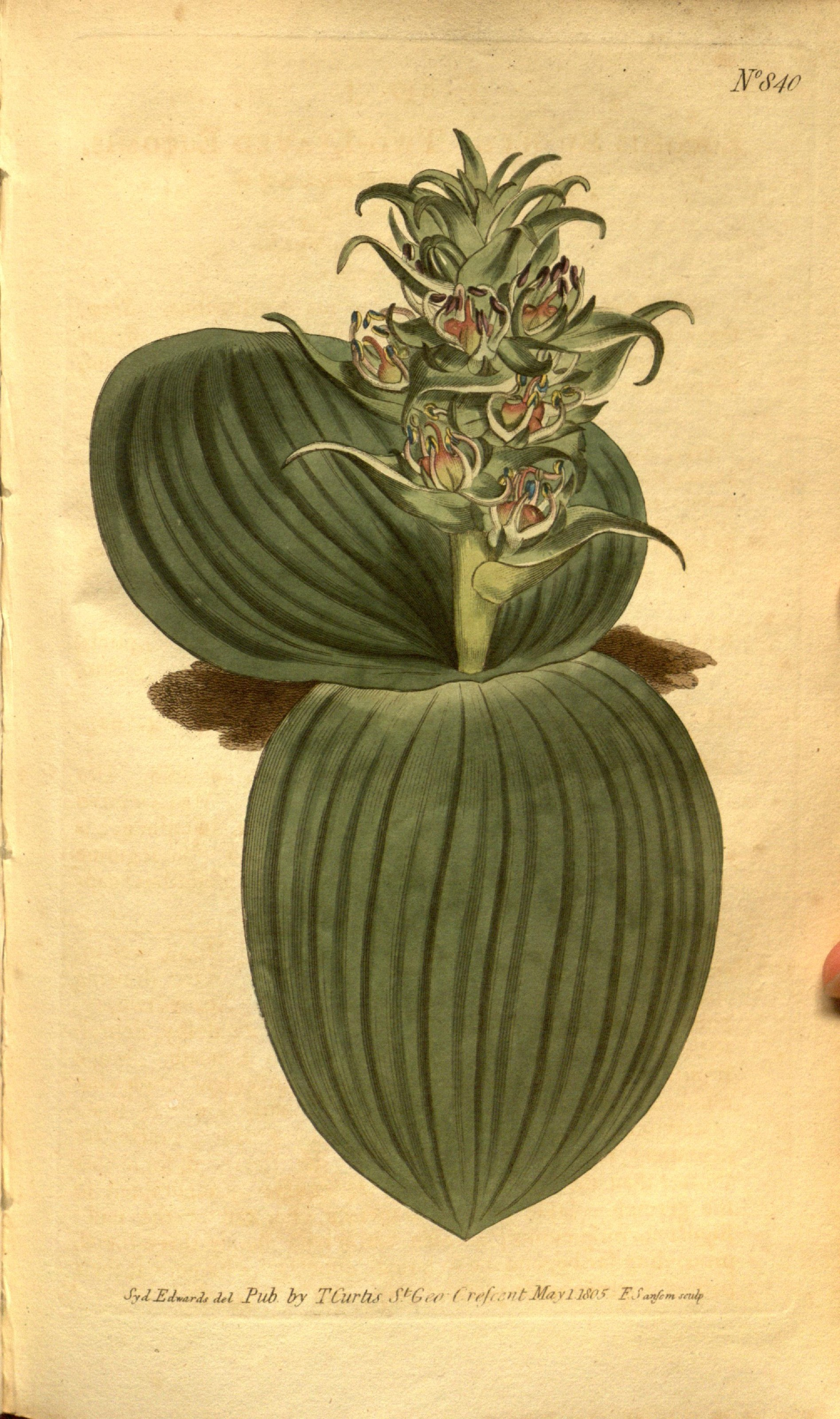
Massonia bifolia

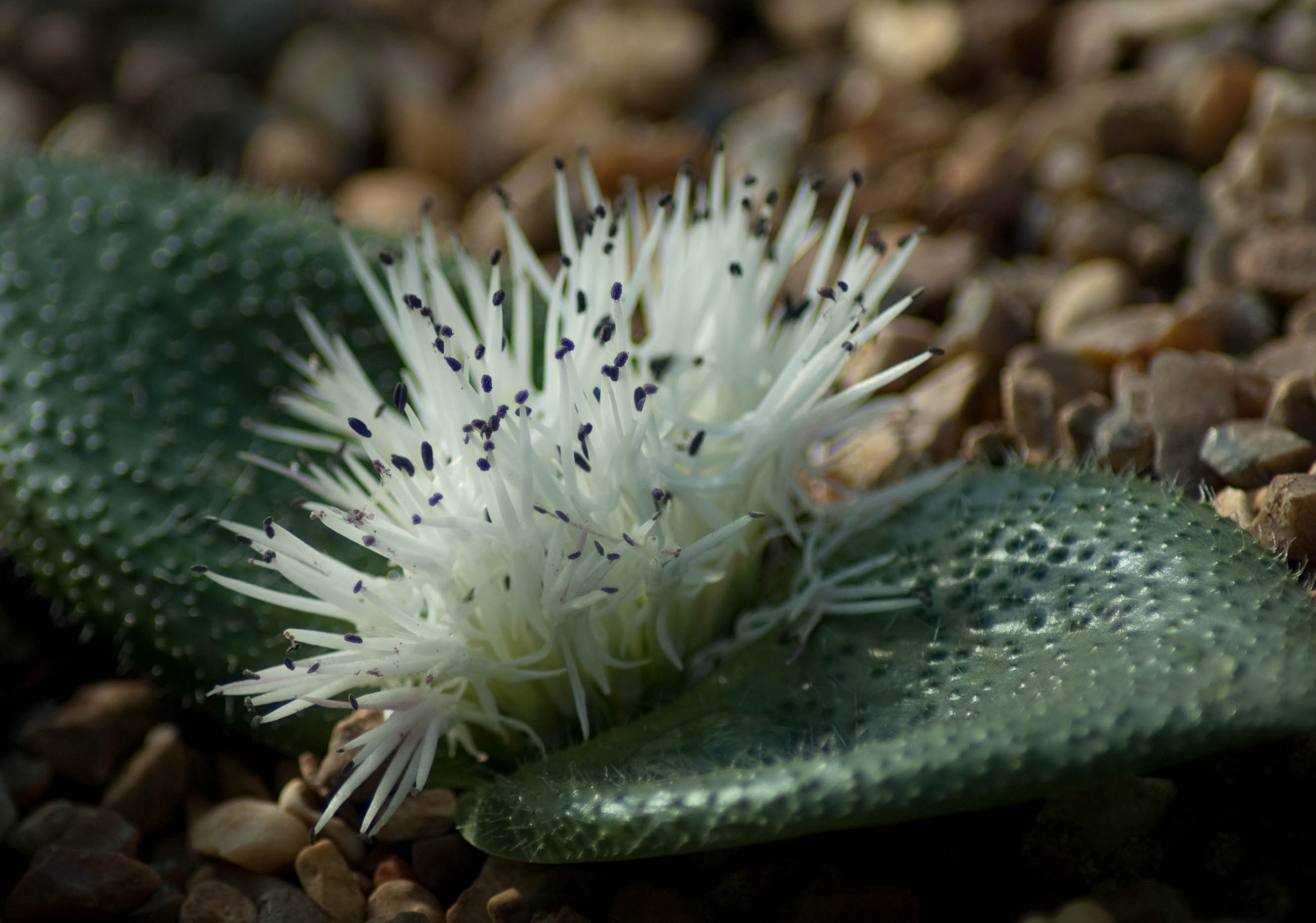
Massonia pygmaea

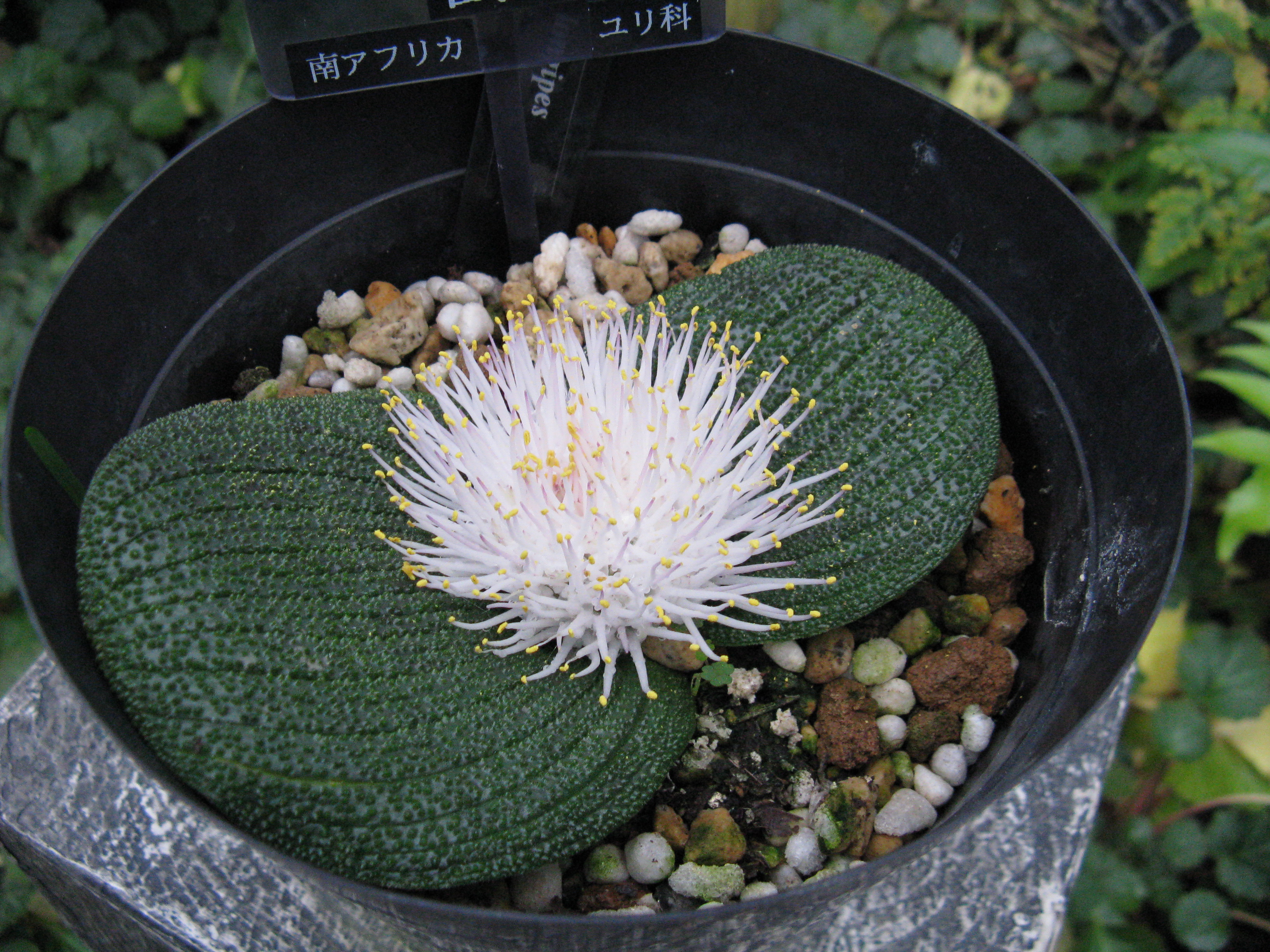
Massonia longipes

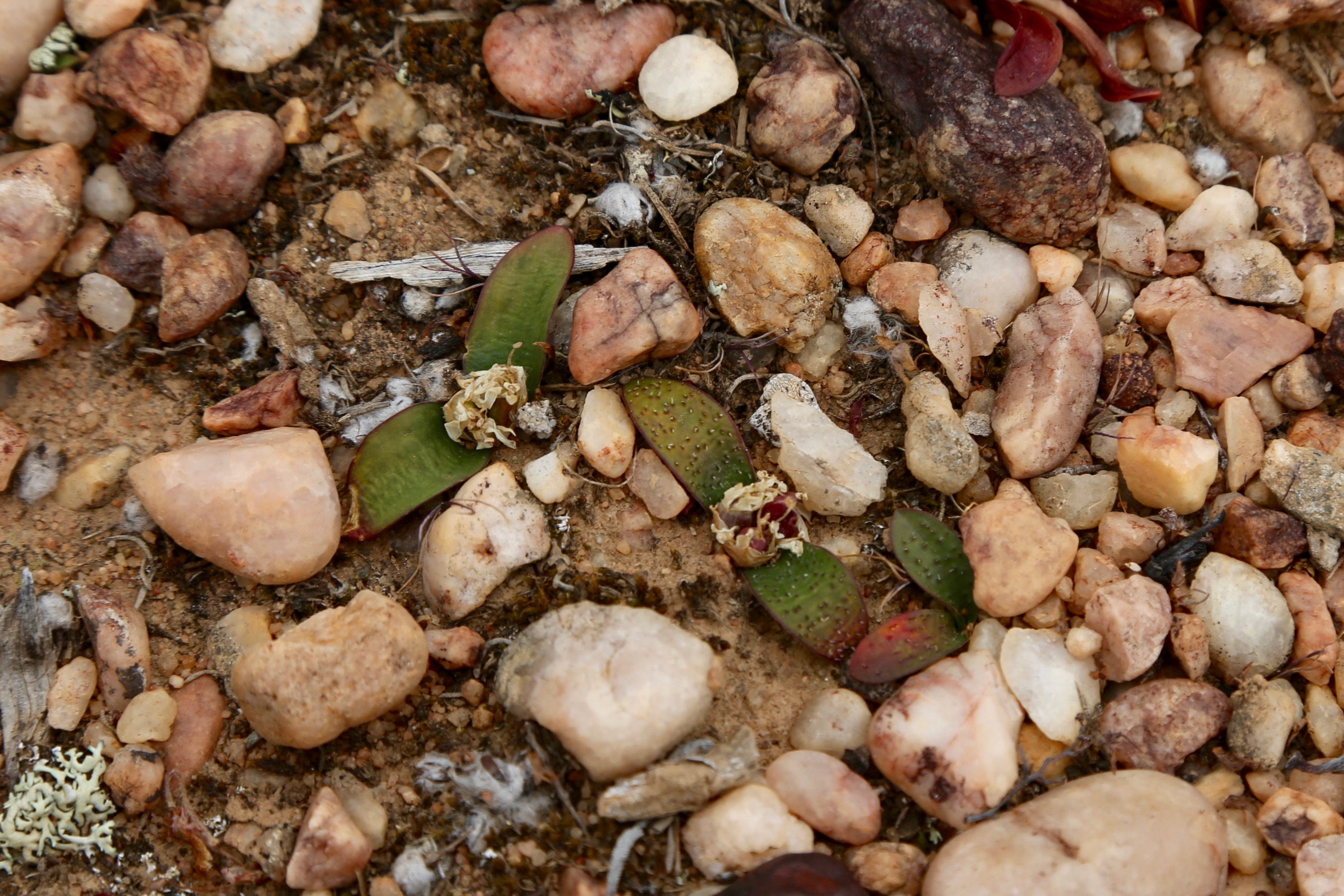
Massonia echinata

Pozycja systematycznaRodzaj z podplemienia Massoniinae, plemienia Hyacintheae, podrodziny Scilloideae z rodziny szparagowatych Asparagaceae. W systemie Kubitzkiego zaliczony do podrodziny  Hyacinthoideae w rodzinie  Hyacinthaceae.
Podział rodzaju i wykaz gatunków
- sekcja Desertia (Mart.- Azorín) J.C. Manning
  - Massonia etesionamibensis (U.Müll.-Doblies & D.Müll.-Doblies) J.C.Manning & Goldblatt
  - Massonia luteovirens (Mart.-Azorín, M.Pinter & Wetschnig) J.C.Manning
- sekcja Whiteheadia Harvey
  - Massonia bifolia (Jacq.) J.C.Manning & Goldblatt
- sekcja Massonia
  - Massonia amoena  Mart.-Azorín, M.Pinter & Wetschnig
  - Massonia angustifolia L.f.
  - Massonia bakeriana M.Pinter, Mart.-Azorín & Wetschnig
  - Massonia calvata Baker
  - Massonia dentata Mart.-Azorín, V.R.Clark, M.Pinter, M.B.Crespo & Wetschnig
  - Massonia depressa Houtt.
  - Massonia dregei Baker
  - Massonia echinata L.f.
  - Massonia gypsicola Mart.-Azorín, M.Pinter, M.B.Crespo, M.Á.Alonso & Wetschnig
  - Massonia hirsuta Link & Otto
  - Massonia inaequalis W.F.Barker ex Mart.-Azorín, M.Pinter, M.B.Crespo, M.Á.Alonso
  - Massonia jasminiflora Burch. ex Baker
  - Massonia latebrosa Masson ex Baker
  - Massonia longipes Baker
  - Massonia mimetica Mart.-Azorín, M.Pinter, M.B.Crespo & Wetschnig
  - Massonia obermeyerae Mart.-Azorín, A.P.Dold, M.Pinter & Wetschnig
  - Massonia pseudoechinata Mart.-Azorín, M.Pinter & Wetschnig
  - Massonia pustulata Jacq.
  - Massonia pygmaea Schltdl. ex Kunth
  - Massonia roggeveldensis Mart.-Azorín, M.Pinter & Wetschnig
  - Massonia saniensis Wetschnig, Mart.-Azorín & M.Pinter
  - Massonia sempervirens U.Müll.-Doblies, G.Milkuhn & D.Müll.-Doblies
  - Massonia sessiliflora (Dinter) Mart.-Azorín, M.B.Crespo, M.Pinter & Wetschnig
  - Massonia setulosa Baker
  - Massonia tenella Sol. ex Baker
  - Massonia thunbergiana Wetschnig, Mart.-Azorín & M.Pinter
  - Massonia triflora Compton
  - Massonia wittebergensis U.Müll.-Doblies & D.Müll.-Doblies

## Nazewnictwo
Etymologia nazwy naukowejNazwa naukowa rodzaju została nadana przez Thunberga na cześć Francisa Massona, szkockiego botanika żyjącego w latach 1741-1805, pierwszego kolekcjonera roślin dla Królewskich Ogrodów Botanicznych w Kew, z którym Thunerg podróżował po południkowej Afryce i który towarzyszył mu przy odkryciu tych roślin.
Nazwy zwyczajowe w języku polskimPolska nazwa rodzaju Massonia: massonia, obok nazwy gadownik, wskazana została w Słowniku nazwisk zoologicznych i botanicznych polskich... Erazma Majewskiego wydanym w roku 1894 i w Słowniku polskich imion rodzajów oraz wyższych skupień roślin z roku 1900 Józefa Rostafińskiego. W Słowniku języka polskiego Zdanowicza i Orgelbranda z 1861 r. wskazana została wyłącznie nazwa gadownik.
Synonimy taksonomiczne
- Podocallis Salisb., Gen. Pl.: 17 (1866)
- Whiteheadia Harv., Gen. S. Afr. Pl., ed. 2: 396 (1868)
- Desertia Mart.-Azorín, M.Pinter & Wetschnig, Phytotaxa 221: 206 (2015)